# Айтимов, Аксерик Сарыевич
Аксерик Сарыевич Айтимов (каз. Әйтімов Ақсерік Сарыұлы; род. 10 октября 1950 года) — педагог, учёный, профессор, общественный деятель, «Почетный работник образования РК», академик Национальной инженерной Академии РК, депутат областного маслихата Западно-Казахстанской области. Президент Казахстанского университета инновационных и телекоммуникационных систем.

## Биография
Родился в 1950 году в поселке Бокаушино Зеленовского района Западно-Казахстанской области. В 1969 году закончил Ростошинскую школу и в 1969 году — Уральский сельскохозяйственный техникум по специальности «Агрозащита растений».
В 1969—1971 годах служил в рядах Советской Армии в политчасти в звании офицера. В 1972 году поступил в сельскохозяйственный институт в Уральске, по окончании которого получил квалификацию «учёный — агроном». В 1991 году был директором специализированного малого предприятия «Эксперимент».
В 1993 учредил учебный центр «Андас» — совместное казахско-немецкое предприятие по курсовой подготовке специалистов в области информационно-компьютерной грамотности. В 1997 году в составе научной экспедиции под эгидой ООН проводил исследования на полигоне «Капустин Яр». В том же году основал и стал директором Алматинского высшего индустриально-экономического колледжа.
С 1999 года — директор Западно-Казахстанского филиала Казахстанского института информационных технологий и управления, который в последующем преобразовался в самостоятельный вуз — Казахстанский Университет инновационных и телекоммуникационных систем, ректором которого Аксерик Сарыевич являлся до июня 2010 года.
С июня 2010 года — президент Казахстанского университета инновационных и телекоммуникационных систем.

## Научные, литературные труды
Автор более 108 научных трудов в том числе 4 учебников и 3 монографий — «Концепции современного естествознания», «Испытание фунгицидной активности бактерицидных материалов при хранении плодов», «Использование растительных антиоксидантов при хранении плодов (2005 г)» и др.

## Награды и звания
1. Кандидат технических наук 2005
2. Профессор
3. Академик Национальной инженерной Академии РК
4. Медаль «Шапағат»
5. Медаль «10 лет Конституции РК» 2005
6. Медаль «10 лет Астане» 2008
7. Нагрудный знак «Почетный работник образования РК»
8. Международная награда «Европейское качество» Европейской Ассамблеи бизнеса г. Оксфорд, Великобритания (25.04.2008)